# Taplow
Koordinaten: 51° 32′ N, 0° 41′ W
Taplow ist ein Dorf in der Grafschaft Buckinghamshire in England. Es liegt am Ufer der Themse gegenüber von Maidenhead, rund 35 km westlich von London. Der Name ist ursprünglich angelsächsisch und bedeutet 'Tæppa's hill' (Tæppas hláw, Hügel).

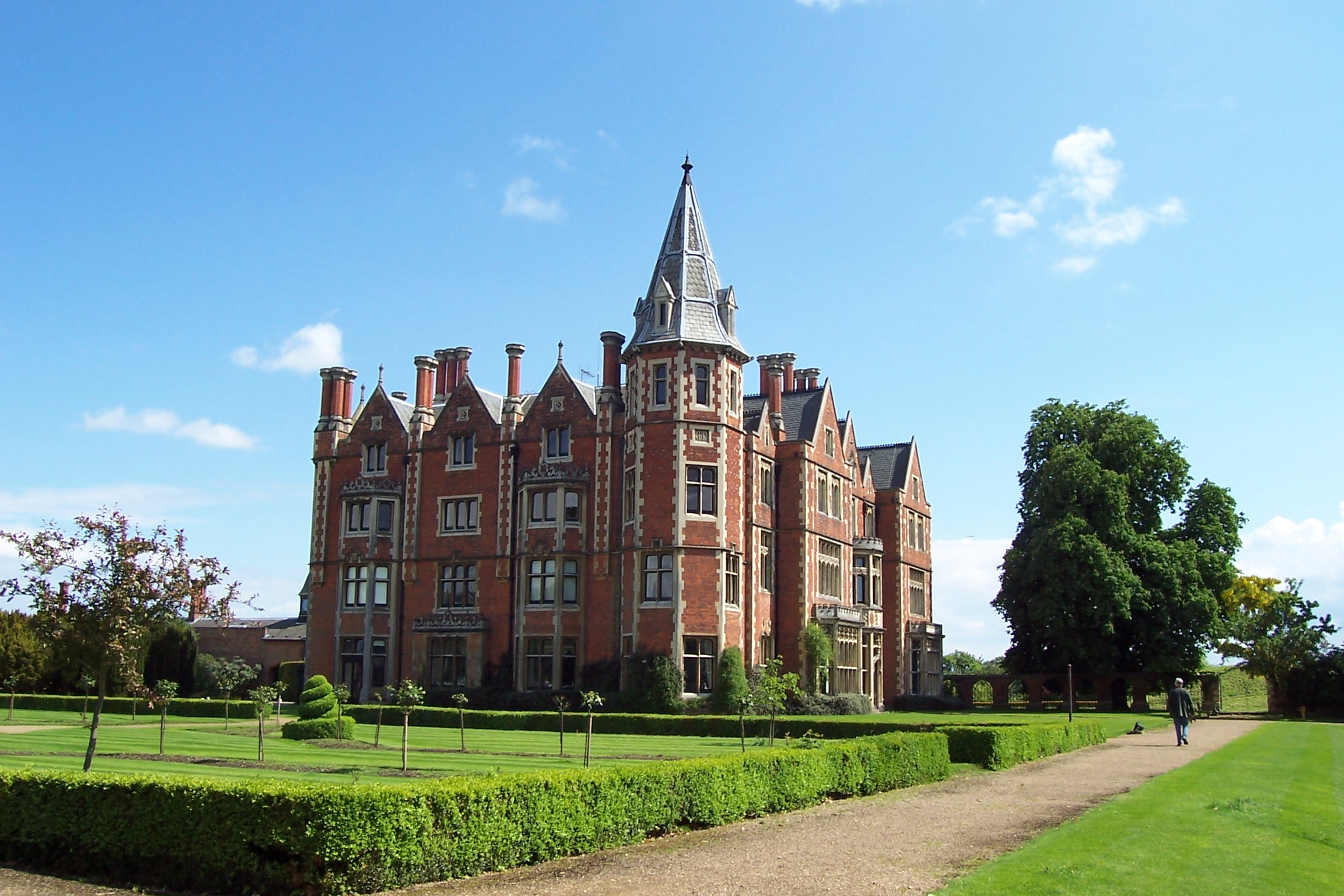
Herrenhaus Taplow Court

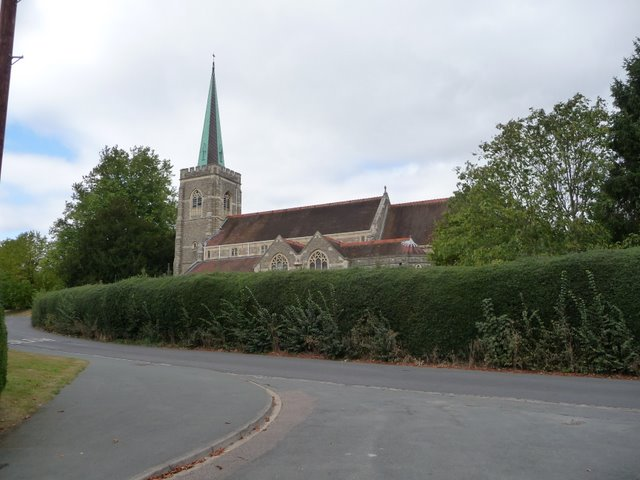
St Nicholas Church, erbaut 1911

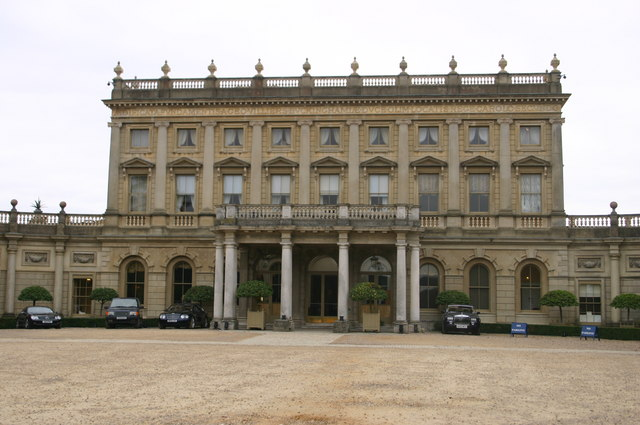
Herrenhaus Cliveden

## Geschichte
Funde einer Feuersteinaxt (datiert ca. 3000 v. Chr.) sowie von Werkzeugen und Keramik aus der Bronzezeit (datiert ca. 2000 v. Chr.) belegen die Anwesenheit von Menschen im Raum Taplow. Mindestens seit der Eisenzeit ist Taplow dauerhaft besiedelt. Auf dem Gelände von Taplow Court wurden 1999 bei Ausgrabungen Überreste einer ca. 3000 Jahre alten befestigten Ansiedlung mit Platz für ca. 200 Menschen gefunden. Spuren zeugen davon, dass dieses Hillfort überfallen und niedergebrannt worden sein muss.
Es ist davon auszugehen, dass die Verteidigungsanlagen die römische Besatzungszeit überstanden haben, da Scherben römischer Töpferwaren gefunden wurden.
Ebenfalls neben Taplow Court befindet sich der Grabhügel eines angelsächsischen Stammeshäuptlings etwa aus dem Jahre 620 n. Chr. Das Grab wurde 1883 geöffnet. Die Grabbeigaben befinden sich heute im Britischen Museum in London. In Taplow Court ist eine Ausstellung mit Nachbildungen zu sehen.
Den Überlieferungen zufolge taufte Birinus, Bischof von Dorchester um 635 in einem Teich Bewohner, die zum Christentum konvertieren wollten. In unmittelbarer Nähe zum heidnischen Grabhügel entstand im 8. Jahrhundert die erste kleine Kirche. An ihre Stelle trat im 13. Jahrhundert eine größere mittelalterliche Kirche.
Im Domesday Book, dem englischen Reichsgrundbuch von 1086, ist Taplow als Thapeslau geführt.

## Verkehrsanbindung
Taplow erreicht man über die Hauptstraße A4 (vergleichbar mit einer Bundesstraße in Deutschland) London Richtung Bristol oder über die Ausfahrten 7 bzw. 8 der Autobahn M4 London-Bristol. Der Bahnhof Taplow liegt nahe der A4 südlich des Dorfes. Er wird von der Great Western Railway angefahren. In früheren Zeiten spielte die Nähe zur Themse für den Personen- und Warentransport eine entscheidende Rolle.

## Persönlichkeiten des Ortes
- Elizabeth Villiers (um 1657–1733), Adlige und die Mätresse von König Wilhelm III.; lebte in Cliveden und wurde 1733 in Taplow bestattet
- William Grenfell, 1. Baron Desborough (1855–1945), britischer Sportler, Politiker und Sportfunktionär, lebte auf Taplow Court
- Robert Gwelo Goodman (1871–1939), Maler britischer Herkunft
- Nancy Astor (1879–1964), britische Politikerin US-amerikanischer Abstammung, lebte auf Cliveden
- William Waldorf Astor, 3. Viscount Astor (1907–1966), Peer, Geschäftsmann und Politiker
- Terry Wogan (1938–2016), Irisch-Britischer Hörfunk- und Fernsehmoderator, starb in Taplow
- Richard Sanderson (* 1953), schottischer Sänger, wurde in Taplow geboren
- Dave McKean (* 1963), britischer Comic-Künstler, Grafikdesigner, Fotograf, Kinderbuch-Illustrator, Jazz-Pianist und Filmemacher, wurde in Taplow geboren